# سامح سلیمان
سامح سلیمان (انگلیسی: Sameh Soliman؛ زادهٔ ۷ دسامبر ۱۹۴۱) بازیکن واترپلو اهل مصر بود.